# Kuna (waluta)
Kuna – dawna waluta Chorwacji. Obowiązywała w Niezależnym Państwie Chorwackim w czasie II wojny światowej (1941−1945), ponownie wprowadzona w 1994 roku jako waluta Republiki Chorwackiej. 1 stycznia 2023 roku Chorwacja oficjalnie przyjęła walutę euro.
Jedna kuna dzieliła się na 100 lip. Międzynarodowym skrótem waluty był HRK. Emitentem kuny był Narodowy Bank Chorwacji, a monety były wybijane przez Chorwacką Mennicę (dawniej Chorwacki Instytut Monetarny).

## Pochodzenie i znaczenie nazwy
Nazwa waluty nawiązuje do okresu średniowiecza, kiedy na terenie Chorwacji skóry kun stosowane były w handlu jako jednostka wartości lub wymiany. Skórami spłacano kary i długi, a nawet opłacano nimi podatki i cła. Pierwsza moneta z wizerunkiem kuny datowana jest na okres panowania króla Beli IV (1235–1270). Najbardziej znaną monetą z wizerunkiem kuny jest bański denar/banovac wybijany w XIII wieku, który znajdował się w obiegu do 1384 roku, kiedy został wycofany przez królową Węgier i Chorwacji Marię Andegaweńską. Również chorwaccy książęta i namiestnicy umieszczali kunę na swoich monetach.
Kuna pojawiła się także na herbie Królestwa Slawonii. Jej źródła w heraldyce sięgają XIII wieku, a król Władysław II Jagiellończyk w Budzie w 1496 roku oficjalnie potwierdził status heraldyczny kuny. Kuna pojawiała się także w XIII wieku na pieczęciach lokalnych szlachty i książąt.
Kuna w herbie Slawonii pojawiała się także na monetach wybijanych przez Habsburgów.
Kuna wraz z inną symboliką i herbami była umieszczana na bonach, obligacjach i banknotach będących w obiegu na terenie Chorwacji w XIX i XX wieku.

## Historia

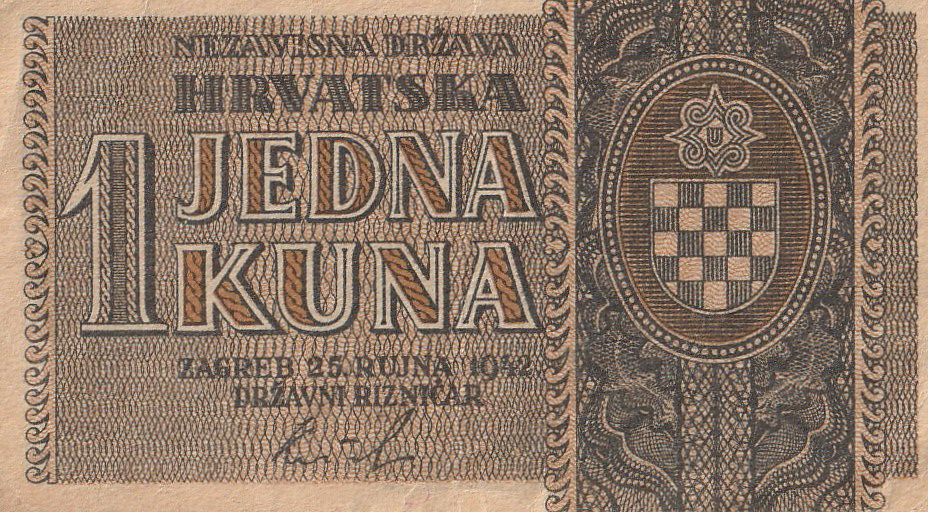
1 kuna z okresu Niepodległego Państwa Chorwackiego

### Lata 1941–1945
10 kwietnia 1941 roku proklamowano Niepodległe Państwo Chorwackie (NPCh), któremu przewodził Ante Pavelić. Walutą nowego państwa, na mocy dekretu z 7 lipca 1941 roku, została kuna. Jedna kuna dzieliła się na 100 banic. Dekret z 25 września 1942 roku wprowadził do obiegu monety. W głównym obiegu znajdowały się przede wszystkim banknoty. Na terytorium podlegającym władzy NPCh w obiegu znajdowały się także monety próbne, nieoficjalne monety, a także kupony wydawane przez trzy miasta. Antyfaszystowska Rada Wyzwolenia Narodowego Jugosławii wprowadziła do obiegu własne obligacje stanowiące środek płatniczy na zajętych przez siebie terytoriach.

### Po rozpadzie Jugosławii
W 1991 roku Narodowy Bank Chorwacji wyemitował tymczasowego dinara, który znajdował się w obiegu do 30 maja 1994 roku. Kuna została ponownie wprowadzona 30 maja 1994 roku. Do końca 1994 roku obowiązywał okres przejściowy i wymiany dinara na kunę.
Wybór nazwy waluty wiązał się z licznymi kontrowersjami. Chorwacki rząd bronił swojego wyboru, zwracając uwagę na historyczne nawiązanie do handlu skórami kun, podczas gdy przeciwnicy nazwy podkreślali, że sugeruje ona ciągłość pomiędzy wojennym reżimem i odtworzonym demokratycznym państwem chorwackim. Jako alternatywę proponowano m.in. nazwy kruna czy banica.
Emitentem kuny był Narodowy Bank Chorwacji. Druk banknotów o nominałach 1000, 500, 20, 10 kun odbywał się w monachijskiej drukarni Giesecke & Devrient, a banknoty o nominałach 200, 100 i 50 kun były drukowane przez Österreichische Banknoten und Sicherheitsdruck. Monety były bite przez Chorwacką Mennicę (przed listopadem 2021 roku pod nazwą Chorwacki Instytut Monetarny).

### Przyjęcie euro
1 czerwca 2022 roku Komisja Europejska poinformowała w raporcie, że Chorwacja jest gotowa na wejście do strefy euro do 1 stycznia 2023 roku. Komisja uznała, że ustawodawstwo Chorwacji jest zgodne z wymogami Traktatu i Statutu Europejskiego Systemu Banków Centralnych . Ostatnie akty prawne upoważniające Chorwację do wejścia do strefy euro zostały zatwierdzone 12 lipca, kurs wymiany został ustalony na 7,53450 kuny za 1 euro. Tego samego dnia Rada UE zatwierdziła przyjęcie Chorwacji do strefy euro z dniem 1 stycznia 2023 roku. Na okres od 1 do 14 stycznia zachowano możliwość płatności w obu walutach, choć reszta powinna być wydawana tylko w euro. Wyjątek stanowiły sytuacje, w których sprzedawca fizycznie nie miał wystarczającej ilość waluty euro. Przelicznik ustalono na stałym poziomie: 7,53450 kuny za 1 euro. Wedle tego przelicznika wprowadzono obowiązek podawania na sklepowych półkach cen w obu walutach od 5 września 2022 do 31 grudnia 2023 roku. 

### Monety
Motywy chorwackich monet na awersach przedstawiały florę i faunę tego kraju. Od 1993 roku wybijane były monety ze zwyczajowymi (chorwackimi) nazwami gatunków roślin i zwierząt, natomiast od 1994 roku wybijano również monety z naukowymi nazwami przedstawionych roślin i zwierząt. Monety były wybijane przez Chorwacką Mennicę w Zagrzebiu.
| Wartość | Wizerunek      | Średnica | Waga   | Skład                     | Motyw                                                                                         | Motyw                                     |
| Wartość | Wizerunek      | Średnica | Waga   | Skład                     | Awers                                                                                         | Rewers                                    |
| ------- | -------------- | -------- | ------ | ------------------------- | --------------------------------------------------------------------------------------------- | ----------------------------------------- |
| 1 lipa  | Awers i rewers | 17 mm    | 0,7 g  | stop aluminium i magnezu  | gałązka lipy, nominał, nazwa państwa, herb Chorwacji                                          | kolba kukurydzy, data                     |
| 2 lipy  | Awers i rewers | 19 mm    | 0,92 g | stop aluminium i magnezu  | gałązka lipy, nominał, nazwa państwa, herb Chorwacji, chorwacki splot                         | gałązka winorośli z kiścią winogron, data |
| 5 lip   | Awers i rewers | 18 mm    | 2,5 g  | stal pokryta brązem       | gałązka lipy, nominał, nazwa państwa, herb Chorwacji                                          | gałązka dębu z żołędziam, data            |
| 10 lip  | Awers i rewers | 20 mm    | 3,25 g | stal pokryta brązem       | gałązka lipy, nominał, nazwa państwa, herb Chorwacji, chorwacki splot                         | kwitnący tytoń, data                      |
| 20 lip  | Awers i rewers | 18,5 mm  | 2,9 g  | stal niklowana            | gałązka lipy, nominał, nazwa państwa, herb Chorwacji, chorwacki splot                         | gałązka oliwna z oliwkami, data           |
| 50 lip  | Awers i rewers | 20,5 mm  | 3,65 g | stal niklowana            | gałązka lipy, nominał, nazwa państwa, herb Chorwacji, chorwacki splot                         | degenia welebicka, data                   |
|         |                |          |        |                           |                                                                                               |                                           |
| 1 kuna  | Awers i        | 22,5 mm  | 5 g    | stop miedzi, niklu, cynku | biegnąca w prawo kuna, nominał, nazwa państwa, herb Chorwacji, gałązka oliwna i kłos pszenicy | słowik, data                              |
| 2 kuny  | Awers i rewers | 24,5 mm  | 6,2 g  | stop miedzi, niklu, cynku | biegnąca w prawo kuna, nominał, nazwa państwa, herb Chorwacji, gałązka dębu i gałązka lauru   | tuńczyk, data                             |
| 5 kun   | Awers i rewers | 26,5 mm  | 7,45 g | stop miedzi, niklu, cynku | biegnąca w prawo kuna, nominał, nazwa państwa, herb Chorwacji, gałązka dębu i gałązka lauru   | niedźwiedź brunatny, data                 |

### Banknoty
| Wartość  | Wizerunek      | Wymiary     | Kolor                 | Motyw                                                                          | Motyw                                                                       | Emisje                             |
| Wartość  | Wizerunek      | Wymiary     | Kolor                 | Awers                                                                          | Rewers                                                                      | Emisje                             |
| -------- | -------------- | ----------- | --------------------- | ------------------------------------------------------------------------------ | --------------------------------------------------------------------------- | ---------------------------------- |
| 5 kun    | Awers i rewers | 122 × 61 mm | zielony               | Fran Krsto (1643–1671) i Petar Zrinski (1621–1671)                             | Zamek Varaždin i jego plan                                                  | - 9 lipca 2001                     |
| 10 kun   | Awers i rewers | 126 × 63 mm | szary, brązowy        | Juraj Dobrila (1812-1882), biskup z Triestu i Poreča                           | Starożytny rzymski amfiteatr w Puli, obrys istryjskiego miasteczka Motovun  |                                    |
| 20 kun   | Awers i rewers | 130 × 65 mm | czerwony              | chorwacki ban Josip Jelačić (1801 – 1859)                                      | Zameczek Eltz w Vukovarze                                                   | - 16 sierpnia 2001 - 18 marca 2013 |
| 50 kun   | Awers i rewers | 134 × 67 mm | niebieski             | chorwacki renesansowy poeta Ivan Gundulić (1589-1638)                          | Historyczne centrum Dubrownika, dubrownicki Pałac Rektorski                 | - 25 listopada 2002                |
| 100 kun  | Awers i rewers | 138 × 69 mm | pomarańczowy, brązowy | chorwacki ban i poeta Ivan Mažuranić (1814 – 1890)                             | Kościół św. Wita w Rijece i jego obrys                                      | - 3 czerwca 2002 - 1 lipca 2013    |
| 200 kun  | Awers i rewers | 142 × 71 mm | brązowy               | chorwacki polityk Stjepan Radić (1871 – 1928), przeciwnik idei Wielkiej Serbii | Budynek sztabu wojskowego w Osijeku, tamtejsza twierdza                     | - 12 sierpnia 2002 - 1 lipca 2013  |
| 500 kun  | Awers i rewers | 146 × 73 mm | oliwkowy              | Marko Marulić (1450-1524), pisarz, ojciec literatury chorwackiej               | Pałac Dioklecjana w Splicie                                                 | - 30 maja 1994                     |
| 1000 kun | Awers i rewers | 150 × 75 mm | niebieski, szary      | chorwacki polityk Ante Starčević (1823-1896)                                   | Rzeźba konna pierwszego króla chorwackiego Tomisława I, katedra w Zagrzebiu | - 30 maja 1994                     |